# روغن رایحه‌دار
روغن رایحه‌دار شامل ترکیب معطر مصنوعی مخلوط شده یا اسانس طبیعی می‌باشد که توسط مواد ناقلی چون پروپیلن گلیکول، روغن سبزیجات و روغن معدنی رقیق شده‌است. در مواردی چون چاشنی‌زنی، ساخت لوازم آرایشی و عطر و اسانس‌ها استفاده می‌شود.